# Paweł Blew
Paweł Konrad Blew (ur. 1 października 1901 w Koronowie, zm. 11 września 1939 w Osieku) – kapitan piechoty Wojska Polskiego.

## Życiorys
Był drugim synem Jana i Bolesławy z domu Klajbor. Miał dwóch braci. Starszy brat Maksymilian był również zawodowym oficerem, brał udział w powstaniu śląskim, w wojnie obronnej z najeźdźcą hitlerowskim jako oficer mobilizacyjny w 73 pp i zmarł w obozie jenieckim w 1943 r. Młodszy brat Józef był nauczycielem, kończył wojnę w Polskich Siłach Zbrojnych na Zachodzie i wrócił do kraju w 1946 r.
W styczniu 1919 r., Paweł Blew, będąc uczniem gimnazjum w Nakle nad Notecią, bez zgody rodziców – pod ostrzałem Grenzschutzu – przepłynął wpław Kanał Bydgoski, dotarł do powstańców i brał udział w powstaniu wielkopolskim, a następnie uczestniczył w wojnie z bolszewikami w 1920 roku. 27 czerwca 1935 roku został mianowany kapitanem ze starszeństwem z 1 stycznia 1935 roku i 38. lokatą w korpusie oficerów piechoty.
Oficer służby stałej Wojska Polskiego, ostatni przydział przed wybuchem wojny to 73 pułk piechoty w Katowicach. W 1939 roku pełnił służbę na stanowisku dowódcy 2 kompanii ON „Mysłowice” należącej do batalionu ON „Katowice”. Jednocześnie pełnił funkcję powiatowego komendanta PW „Katowice I” w Mysłowicach.
W okresie mobilizacji przeniesiony do 201 pułku piechoty 55 Dywizji Piechoty, wchodzącej w skład Armii „Kraków”, na stanowisko dowódcy batalionu.
Dowodził batalionem w ciężkich walkach obronnych armii od Pszczyny do Osieka nad Wisłą. Poległ 11 września broniąc przeprawy Armii Kraków przez Wisłę w Osieku.

## Ordery i odznaczenia
- Krzyż Srebrny Orderu Wojennego Virtuti Militari pośmiertnie
- Srebrny Krzyż Zasługi
- Medal Pamiątkowy za Wojnę 1918-1921 „Polska Swemu Obrońcy”
- Medal Dziesięciolecia Odzyskanej Niepodległości